# Lijst van administratieve eenheden in Nghệ An
Deze lijst bevat een overzicht van administratieve eenheden in de Vietnamese provincie Nghệ An.
De provincie Nghệ An ligt in het noorden van Vietnam, aan de Golf van Tonkin. De oppervlakte van de provincie bedraagt 16.498,5 km² en Nghệ An telt ruim 3.103.000 inwoners. Nghệ An is onderverdeeld in een stad, twee thị xã's en zeventien huyện.

## Stad

### Thành phốVinh
- Phường Bến Thủy
- Phường Cửa Nam
- Phường Đội Cung
- Phường Đông Vĩnh
- Phường Hà Huy Tập
- Phường Hồng Sơn
- Phường Hưng Bình
- Phường Hưng Dũng
- Phường Hưng Phúc
- Phường Lê Lợi
- Phường Lê Mao
- Phường Quán Bàu
- Phường Quang Trung
- Phường Trung Đô
- Phường Trường Thi
- Xã Hưng Chính
- Xã Hưng Đông
- Xã Hưng Hòa
- Xã Hưng Lộc
- Xã Nghi Ân
- Xã Nghi Đức
- Xã Nghi Kim
- Xã Nghi Liên
- Xã Nghi Phú
- Xã Vinh Tân

### Thị xãCửa Lò
- Phường Nghi Hải
- Phường Nghi Hòa
- Phường Nghi Tân
- Phường Nghi Thủy
- Phường Thu Thủy
- Xã Nghi Hương
- Xã Nghi Thu

### Thị xã  Thái Hòa
- Phường Hòa Hiếu
- Phường Long Sơn
- Phường Quang Phong
- Phường Quang Tiến
- Xã Đông Hiếu
- Xã Nghĩa Hòa
- Xã Nghĩa Mỹ
- Xã Nghĩa Thuận
- Xã Nghĩa Tiến
- Xã Tây Hiếu

## Huyện

### Huyện Anh Sơn
- Thị trấn Anh Sơn
- Xã Bình Sơn
- Xã Cẩm Sơn
- Xã Cao Sơn
- Xã Đỉnh Sơn
- Xã Đức Sơn
- Xã Hoa Sơn
- Xã Hội Sơn
- Xã Hùng Sơn
- Xã Khai Sơn
- Xã Lạng Sơn
- Xã Lĩnh Sơn
- Xã Long Sơn
- Xã Phúc Sơn
- Xã Tam Sơn
- Xã Tào Sơn
- Xã Thạch Sơn
- Xã Thành Sơn
- Xã Thọ Sơn
- Xã Tường Sơn
- Xã Vĩnh Sơn

### Huyện Con Cuông
- Thị trấn Con Cuông
- Xã Bỉnh Chuẩn
- Xã Bồng Khê
- Xã Cam Lâm
- Xã Châu Khê
- Xã Chi Khê
- Xã Đôn Phục
- Xã Lạng Khê
- Xã Lục Dạ
- Xã Mậu Đức
- Xã Môn Sơn
- Xã Thạch Ngàn
- Xã Yên Khê

### Huyện Diễn Châu
- Thị trấn Diễn Châu
- Xã Diễn An
- Xã Diễn Bích
- Xã Diễn Bình
- Xã Diễn Cát
- Xã Diễn Đoài
- Xã Diễn Đồng
- Xã Diễn Hải
- Xã Diễn Hạnh
- Xã Diễn Hoa
- Xã Diễn Hoàng
- Xã Diễn Hồng
- Xã Diễn Hùng
- Xã Diễn Kim
- Xã Diễn Kỷ
- Xã Diễn Lâm
- Xã Diễn Liên
- Xã Diễn Lộc
- Xã Diễn Lợi
- Xã Diễn Minh
- Xã Diễn Mỹ
- Xã Diễn Ngọc
- Xã Diễn Nguyên
- Xã Diễn Phong
- Xã Diễn Phú
- Xã Diễn Phúc
- Xã Diễn Quảng
- Xã Diễn Tân
- Xã Diễn Thái
- Xã Diễn Thắng
- Xã Diễn Thành
- Xã Diễn Tháp
- Xã Diễn Thịnh
- Xã Diễn Thọ
- Xã Diễn Trung
- Xã Diễn Trường
- Xã Diễn Vạn
- Xã Diễn Xuân
- Xã Diễn Yên

### HuyệnĐô Lương
- Thị trấn Đô Lương
- Xã Bắc Sơn
- Xã Bài Sơn
- Xã Bồi Sơn
- Xã Đà Sơn
- Xã Đại Sơn
- Xã Đặng Sơn
- Xã Đông Sơn
- Xã Giang Sơn Đông
- Xã Giang Sơn Tây
- Xã Hiến Sơn
- Xã Hòa Sơn
- Xã Hồng Sơn
- Xã Lạc Sơn
- Xã Lam Sơn
- Xã Lưu Sơn
- Xã Minh Sơn
- Xã Mỹ Sơn
- Xã Nam Sơn
- Xã Ngọc Sơn
- Xã Nhân Sơn
- Xã Quang Sơn
- Xã Tân Sơn
- Xã Thái Sơn
- Xã Thịnh Sơn
- Xã Thuận Sơn
- Xã Thượng Sơn
- Xã Tràng Sơn
- Xã Trù Sơn
- Xã Trung Sơn
- Xã Văn Sơn
- Xã Xuân Sơn
- Xã Yên Sơn

### Huyện Hưng Nguyên
- Thị trấn Hưng Nguyên
- Xã Hưng Châu
- Xã Hưng Đạo
- Xã Hưng Khánh
- Xã Hưng Lam
- Xã Hưng Lĩnh
- Xã Hưng Lợi
- Xã Hưng Long
- Xã Hưng Mỹ
- Xã Hưng Nhân
- Xã Hưng Phú
- Xã Hưng Phúc
- Xã Hưng Tân
- Xã Hưng Tây
- Xã Hưng Thắng
- Xã Hưng Thịnh
- Xã Hưng Thông
- Xã Hưng Tiến
- Xã Hưng Trung
- Xã Hưng Xá
- Xã Hưng Xuân
- Xã Hưng Yên Bắc
- Xã Hưng Yên Nam

### Huyện Kỳ Sơn
- Thị trấn Mường Xén
- Xã Bắc Lý
- Xã Bảo Nam
- Xã Bảo Thắng
- Xã Chiêu Lưu
- Xã Đoọc Mạy
- Xã Huồi Tụ
- Xã Hữu Kiệm
- Xã Hữu Lập
- Xã Keng Đu
- Xã Mường Lống
- Xã Mường Típ
- Xã Mường ải
- Xã Mỹ Lý
- Xã Na Loi
- Xã Na Ngoi
- Xã Nậm Càn
- Xã Nậm Cắn
- Xã Phà Đánh
- Xã Tà Cạ
- Xã Tây Sơn

### Huyện Nam Đàn
- Thị trấn Nam Đàn
- Xã Hồng Long
- Xã Hùng Tiến
- Xã Khánh Sơn
- Xã Kim Liên
- Xã Nam Anh
- Xã Nam Cát
- Xã Nam Cường
- Xã Nam Giang
- Xã Nam Hưng
- Xã Nam Kim
- Xã Nam Lĩnh
- Xã Nam Lộc
- Xã Nam Nghĩa
- Xã Nam Phúc
- Xã Nam Tân
- Xã Nam Thái
- Xã Nam Thanh
- Xã Nam Thượng
- Xã Nam Trung
- Xã Nam Xuân
- Xã Vân Diên
- Xã Xuân Hòa
- Xã Xuân Lâm

### Huyện Nghi Lộc
- Thị trấn Quán Hành
- Xã Nghi Công Bắc
- Xã Nghi Công Nam
- Xã Nghi Diên
- Xã Nghi Đồng
- Xã Nghi Hoa
- Xã Nghi Hợp
- Xã Nghi Hưng
- Xã Nghi Khánh
- Xã Nghi Kiều
- Xã Nghi Lâm
- Xã Nghi Long
- Xã Nghi Mỹ
- Xã Nghi Phong
- Xã Nghi Phương
- Xã Nghi Quang
- Xã Nghi Thạch
- Xã Nghi Thái
- Xã Nghi Thiết
- Xã Nghi Thịnh
- Xã Nghi Thuận
- Xã Nghi Tiến
- Xã Nghi Trung
- Xã Nghi Trường
- Xã Nghi Vạn
- Xã Nghi Văn
- Xã Nghi Xá
- Xã Nghi Xuân
- Xã Nghi Yên
- Xã Phúc Thọ

### Huyện Nghĩa Đàn
- Xã Nghĩa An
- Xã Nghĩa Bình
- Xã Nghĩa Đức
- Xã Nghĩa Hiếu
- Xã Nghĩa Hội
- Xã Nghĩa Hồng
- Xã Nghĩa Hưng
- Xã Nghĩa Khánh
- Xã Nghĩa Lạc
- Xã Nghĩa Lâm
- Xã Nghĩa Liên
- Xã Nghĩa Lộc
- Xã Nghĩa Lợi
- Xã Nghĩa Long
- Xã Nghĩa Mai
- Xã Nghĩa Minh
- Xã Nghĩa Phú
- Xã Nghĩa Sơn
- Xã Nghĩa Tân
- Xã Nghĩa Thắng
- Xã Nghĩa Thịnh
- Xã Nghĩa Thọ
- Xã Nghĩa Trung
- Xã Nghĩa Yên

### Huyện Quế Phong
- Thị trấn Kim Sơn
- Xã Căm Muộn
- Xã Châu Kim
- Xã Châu Thôn
- Xã Đồng Văn
- Xã Hạnh Dịch
- Xã Mường Nọc
- Xã Nậm Giải
- Xã Nậm Nhoóng
- Xã Quang Phong
- Xã Quế Sơn
- Xã Thông Thụ
- Xã Tiền Phong
- Xã Tri Lễ

### Huyện Quỳ Châu
- Thị trấn Quỳ Châu
- Xã Châu Bính
- Xã Châu Bình
- Xã Châu Hạnh
- Xã Châu Hoàn
- Xã Châu Hội
- Xã Châu Nga
- Xã Châu Phong
- Xã Châu Thắng
- Xã Châu Thuận
- Xã Châu Tiến
- Xã Diên Lãm

### Huyện Quỳ Hợp
- Thị trấn Quỳ Hợp
- Xã Bắc Sơn
- Xã Châu Cường
- Xã Châu Đình
- Xã Châu Hồng
- Xã Châu Lộc
- Xã Châu Lý
- Xã Châu Quang
- Xã Châu Thái
- Xã Châu Thành
- Xã Châu Tiến
- Xã Đồng Hợp
- Xã Hạ Sơn
- Xã Liên Hợp
- Xã Minh Hợp
- Xã Nam Sơn
- Xã Nghĩa Xuân
- Xã Tam Hợp
- Xã Thọ Hợp
- Xã Văn Lợi
- Xã Yên Hợp

### HuyệnQuỳnh Lưu
- Thị trấn Cầu Giát
- Thị trấn Hoàng Mai
- Xã An Hòa
- Xã Mai Hùng
- Xã Ngọc Sơn
- Xã Quỳnh Bá
- Xã Quỳnh Bảng
- Xã Quỳnh Châu
- Xã Quỳnh Dị
- Xã Quỳnh Diện
- Xã Quỳnh Đôi
- Xã Quỳnh Giang
- Xã Quỳnh Hậu
- Xã Quỳnh Hoa
- Xã Quỳnh Hồng
- Xã Quỳnh Hưng
- Xã Quỳnh Lâm
- Xã Quỳnh Lập
- Xã Quỳnh Liên
- Xã Quỳnh Lộc
- Xã Quỳnh Long
- Xã Quỳnh Lương
- Xã Quỳnh Minh
- Xã Quỳnh Mỹ
- Xã Quỳnh Nghĩa
- Xã Quỳnh Ngọc
- Xã Quỳnh Phương
- Xã Quỳnh Tam
- Xã Quỳnh Tân
- Xã Quỳnh Thạch
- Xã Quỳnh Thắng
- Xã Quỳnh Thanh
- Xã Quỳnh Thọ
- Xã Quỳnh Thuận
- Xã Quỳnh Trang
- Xã Quỳnh Văn
- Xã Quỳnh Vinh
- Xã Quỳnh Xuân
- Xã Quỳnh Yên
- Xã Sơn Hải
- Xã Tân Sơn
- Xã Tân Thắng
- Xã Tiến Thủy

### Huyện Tân Kỳ
- Thị trấn Tân Kỳ
- Xã Đồng Văn
- Xã Giai Xuân
- Xã Hương Sơn
- Xã Kỳ Sơn
- Xã Kỳ Tân
- Xã Nghĩa Bình
- Xã Nghĩa Đồng
- Xã Nghĩa Dũng
- Xã Nghĩa Hành
- Xã Nghĩa Hoàn
- Xã Nghĩa Hợp
- Xã Nghĩa Phúc
- Xã Nghĩa Thái
- Xã Phú Sơn
- Xã Tân An
- Xã Tân Hợp
- Xã Tân Hương
- Xã Tân Long
- Xã Tân Phú
- Xã Tân Xuân
- Xã Tiên Kỳ

### HuyệnThanh Chương
- Thị trấn Thanh Chương
- Xã Cát Văn
- Xã Đồng Văn
- Xã Hạnh Lâm
- Xã Ngọc Lâm
- Xã Ngọc Sơn
- Xã Phong Thịnh
- Xã Thanh An
- Xã Thanh Chi
- Xã Thanh Đồng
- Xã Thanh Đức
- Xã Thanh Dương
- Xã Thanh Giang
- Xã Thanh Hà
- Xã Thanh Hòa
- Xã Thanh Hưng
- Xã Thanh Hương
- Xã Thanh Khai
- Xã Thanh Khê
- Xã Thanh Lâm
- Xã Thanh Liên
- Xã Thanh Lĩnh
- Xã Thanh Long
- Xã Thanh Lương
- Xã Thanh Mai
- Xã Thanh Mỹ
- Xã Thanh Ngọc
- Xã Thanh Nho
- Xã Thanh Phong
- Xã Thanh Sơn
- Xã Thanh Thịnh
- Xã Thanh Thủy
- Xã Thanh Tiên
- Xã Thanh Tùng
- Xã Thanh Tường
- Xã Thanh Văn
- Xã Thanh Xuân
- Xã Thanh Yên
- Xã Võ Liệt
- Xã Xuân Tường

### Huyện Tương Dương
- Thị trấn Hoà Bình
- Xã Hữu Khuông
- Xã Lượng Minh
- Xã Lưu Kiền
- Xã Mai Sơn
- Xã Nga My
- Xã Nhôn Mai
- Xã Tam Đình
- Xã Tam Hợp
- Xã Tam Quang
- Xã Tam Thái
- Xã Thạch Giám
- Xã Xá Lượng
- Xã Xiêng My
- Xã Yên Hòa
- Xã Yên Na
- Xã Yên Thắng
- Xã Yên Tĩnh

### Huyện Yên Thành
- Thị trấn Yên Thành
- Xã Bắc Thành
- Xã Bảo Thành
- Xã Công Thành
- Xã Đại Thành
- Xã Đô Thành
- Xã Đồng Thành
- Xã Đức Thành
- Xã Hậu Thành
- Xã Hoa Thành
- Xã Hồng Thành
- Xã Hợp Thành
- Xã Hùng Thành
- Xã Khánh Thành
- Xã Kim Thành
- Xã Lăng Thành
- Xã Liên Thành
- Xã Long Thành
- Xã Lý Thành
- Xã Mã Thành
- Xã Minh Thành
- Xã Mỹ Thành
- Xã Nam Thành
- Xã Nhân Thành
- Xã Phú Thành
- Xã Phúc Thành
- Xã Quang Thành
- Xã Sơn Thành
- Xã Tân Thành
- Xã Tăng Thành
- Xã Tây Thành
- Xã Thịnh Thành
- Xã Thọ Thành
- Xã Tiến Thành
- Xã Trung Thành
- Xã Văn Thành
- Xã Viên Thành
- Xã Vĩnh Thành
- Xã Xuân Thành